# Nentershausen (Assia)
Nentershausen è un comune tedesco di 2 529 abitanti,, situato nel land dell'Assia.